# Roy Halladay

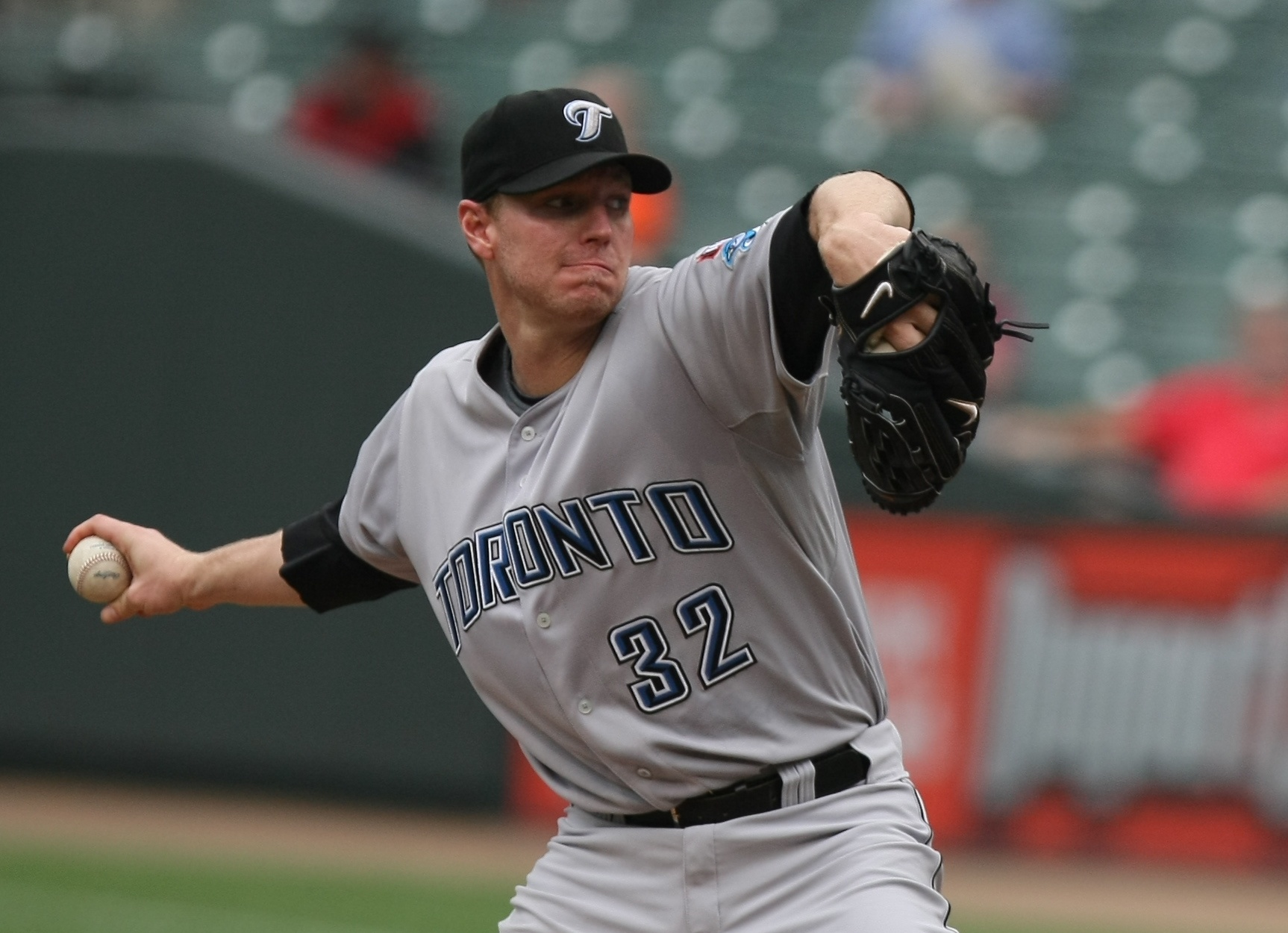
Roy Halladay i Toronto Blue Jays dräkt 2009.

Harry Leroy "Roy" Halladay III, född den 14 maj 1977 i Denver i Colorado, död den 7 november 2017 i havet utanför New Port Richey i Florida, var en amerikansk professionell basebollspelare som spelade 16 säsonger i Major League Baseball (MLB) 1998–2013. Halladay var högerhänt pitcher.
Halladay spelade för Toronto Blue Jays (1998–2009) och Philadelphia Phillies (2010–2013). Bland hans meriter kan nämnas att han togs ut till åtta all star-matcher, vann två Cy Young Awards, två gånger hade flest vinster i MLB samt att han pitchade en perfect game den 29 maj 2010 och en no-hitter i slutspelet den 6 oktober samma år. Både Blue Jays och Phillies har pensionerat hans tröjnummer (32 respektive 34). Han valdes in i National Baseball Hall of Fame 2019.

## Karriär

### Major League Baseball

#### Toronto Blue Jays

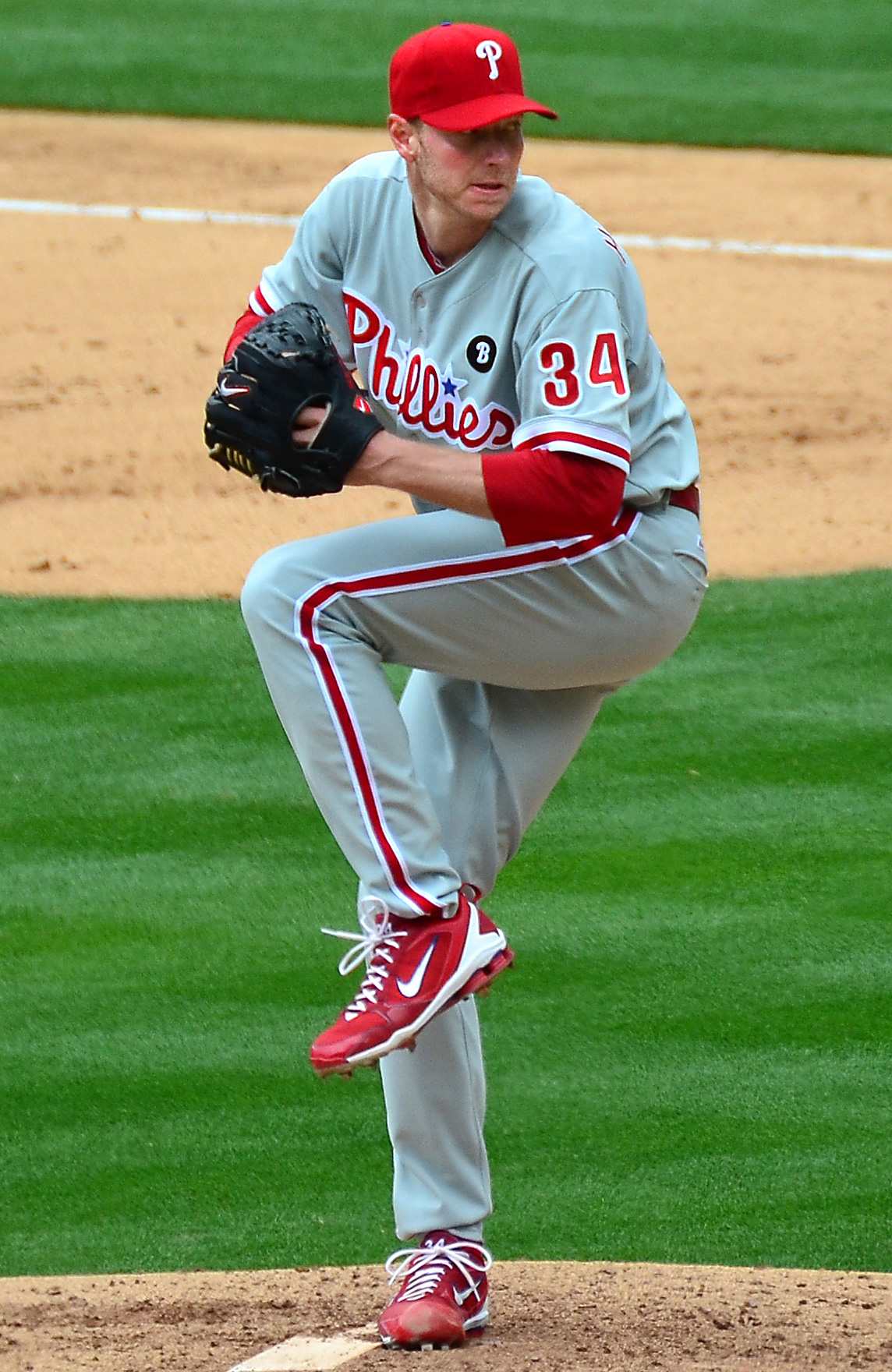
Halladay i Philadelphia Phillies dräkt 2011.

Halladay draftades av Toronto Blue Jays 1995 som 17:e spelare totalt direkt från high school och redan samma år gjorde han proffsdebut i Blue Jays farmarklubbssystem. Han debuterade i MLB för Blue Jays den 20 september 1998.
Halladay slog igenom på allvar 2002 då han togs ut till sin första all star-match. Den säsongen var han 19–7 (19 vinster och sju förluster) med en earned run average (ERA) på 2,93. Året efter var han 22–7 med en ERA på 3,25 och vann då sin första Cy Young Award, priset till ligans bästa pitcher.
Halladay fortsatte att pitcha bra för Blue Jays och under de fem säsongerna 2005–2009 togs han ut till fyra all star-matcher och var i topp fem i omröstningen till Cy Young Award fyra gånger.

#### Philadelphia Phillies
Efter 2009 års säsong trejdade Blue Jays Halladay till Philadelphia Phillies i utbyte mot tre spelare. Han gjorde succé i sin nya klubb direkt. Den 29 maj 2010 pitchade han en perfect game, den blott 20:e i MLB:s långa historia, och i slutspelet den 6 oktober samma år pitchade han en no-hitter, vilket bara en pitcher tidigare hade lyckats med i slutspelet – Don Larsen, som pitchade en perfect game i World Series 1956. I grundserien var Halladay 21–10 med en ERA på 2,44 och vann sin andra Cy Young Award enhälligt. Han blev den tionde pitchern i National Leagues historia att vinna priset enhälligt och den femte i MLB:s historia att vinna priset i både National och American League, efter Gaylord Perry, Randy Johnson, Pedro Martínez och Roger Clemens.
Även 2011 var en mycket bra säsong för Halladay som var 19–6 med en ERA på 2,35 och han kom tvåa i omröstningen till Cy Young Award efter Clayton Kershaw. Hans två sista säsonger blev dock betydligt sämre på grund av ihållande skadeproblem och han avslutade sin karriär därefter.

## Efter karriären
Halladay fortsatte att arbeta inom basebollen även efter det att hans spelarkarriär var över. Under Phillies försäsongsträning 2014 hjälpte han till som instruktör och 2017 arbetade han med klubbens unga talanger i Florida som mental tränare.

## Död
Den 7 november 2017 förolyckades Halladay efter att hans amfibieflygplan av typen ICON A5 kraschade i Mexikanska golfen utanför New Port Richey i Florida. Vid obduktionen fann rättsläkare spår av morfin, amfetamin, sömnmedlet zolpidem och alkohol i hans blod, vilket kan ha påverkat hans förmåga att flyga planet.

## Eftermäle

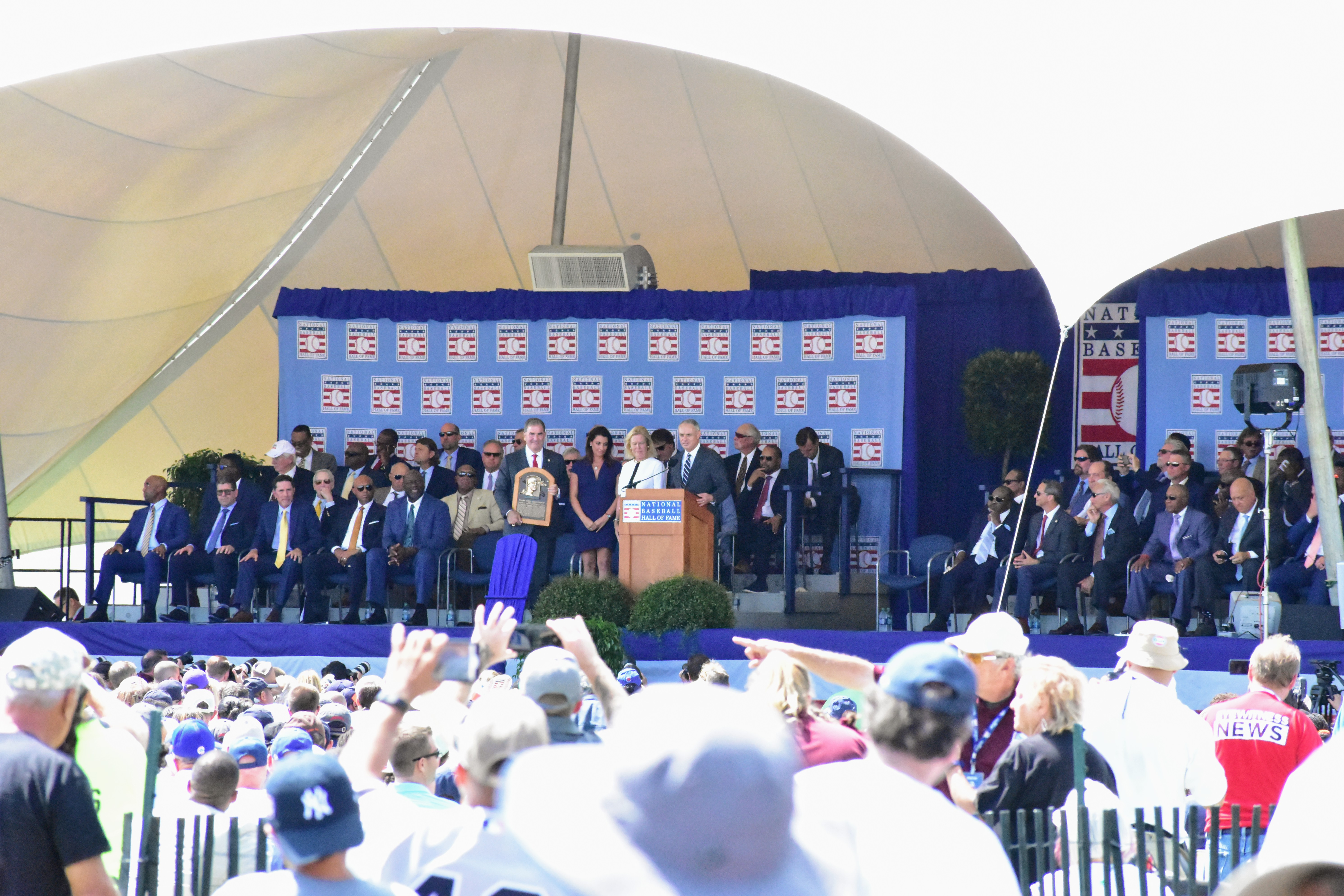
Halladays änka Brandy tar emot hans minnestavla när han valdes in i National Baseball Hall of Fame 2019.

Redan före sin död valdes Halladay 2017 in i Canadian Baseball Hall of Fame på grund av sina framgångar med Toronto Blue Jays.
Philadelphia Phillies meddelade i slutet av 2017, strax efter Halladays död, att ingen fick använda hans tröjnummer 34 under 2018 års säsong och Toronto Blue Jays tillkännagav i början av 2018 att Halladays tröjnummer 32 skulle pensioneras för gott i samband med att 2018 års säsong inleddes.
Halladay valdes 2019 postumt in i National Baseball Hall of Fame vid det första tillfället som det gick att rösta på honom. Han erhöll röster från 85,4 % av de röstande, klart mer än de 75 % som krävdes.
Phillies pensionerade Halladays tröjnummer 34 i augusti 2021.

## Privatliv
Halladay fick två söner, Ryan och Braden, med sin fru Brandy.